# Nord 1500 Griffon
Nord 1500 Griffon je bil eksperimentalni lovec, ki je za pogon uporabljal turboreaktivni motor ATAR 101 in potisno cev Nord Stato-Réacteur. Zasnovali so ga v srednjih 1950ih pri francoskem Nord Aviation. Namen je bil zgraditi Mach 2 lovca.

## Specifikacije (Nord 1500-2 Griffon II)
Podatki iz Jane's
Splošne karakteristike
- Posadka: 1
- Dolžina: 14,54 m (47 ft 8,5 in)
- Razpon kril: 8,10 m (26 ft 7 in)
- Višina: 5,00 m (16 ft 5 in)
- Površina kril: 32 m² (344,5 sq.ft)
- Naložena teža: 6745 kg (14839 lb)
- Pogon letala:
  - 1 × ATAR 101E-3 turboreaktivni motor, 34,3 kN (7710 lbs)
  - 1 × Nord Stato-Réacteur potisna cev, 68,0 kN (15290 lbs)

 Zmogljivost 
- Maks. hitrost: Mach 2,19 (2330 km/h)